# 1er arrondissement de Lyon
Pour les articles homonymes, voir 1er arrondissement.
Le 1er arrondissement de Lyon est l'un des neuf arrondissements de la ville française de Lyon. Il est situé sur les pentes de la Croix-Rousse et sur la partie nord de la Presqu'île formée par la Saône et le Rhône. D'une superficie de 1,51 km2, il est le plus petit des arrondissements lyonnais. Il accueille l'hôtel de ville de Lyon.

## Histoire
La colline Saint-Sébastien, autrefois située en Franc-Lyonnais, est intégrée à la ville de Lyon en 1512, date à laquelle Louis XII décide la construction de fortifications au sommet des pentes pour défendre la ville de Lyon.
Le 1er arrondissement est l'un des cinq créés le 24 mars 1852 par décret présidentiel.

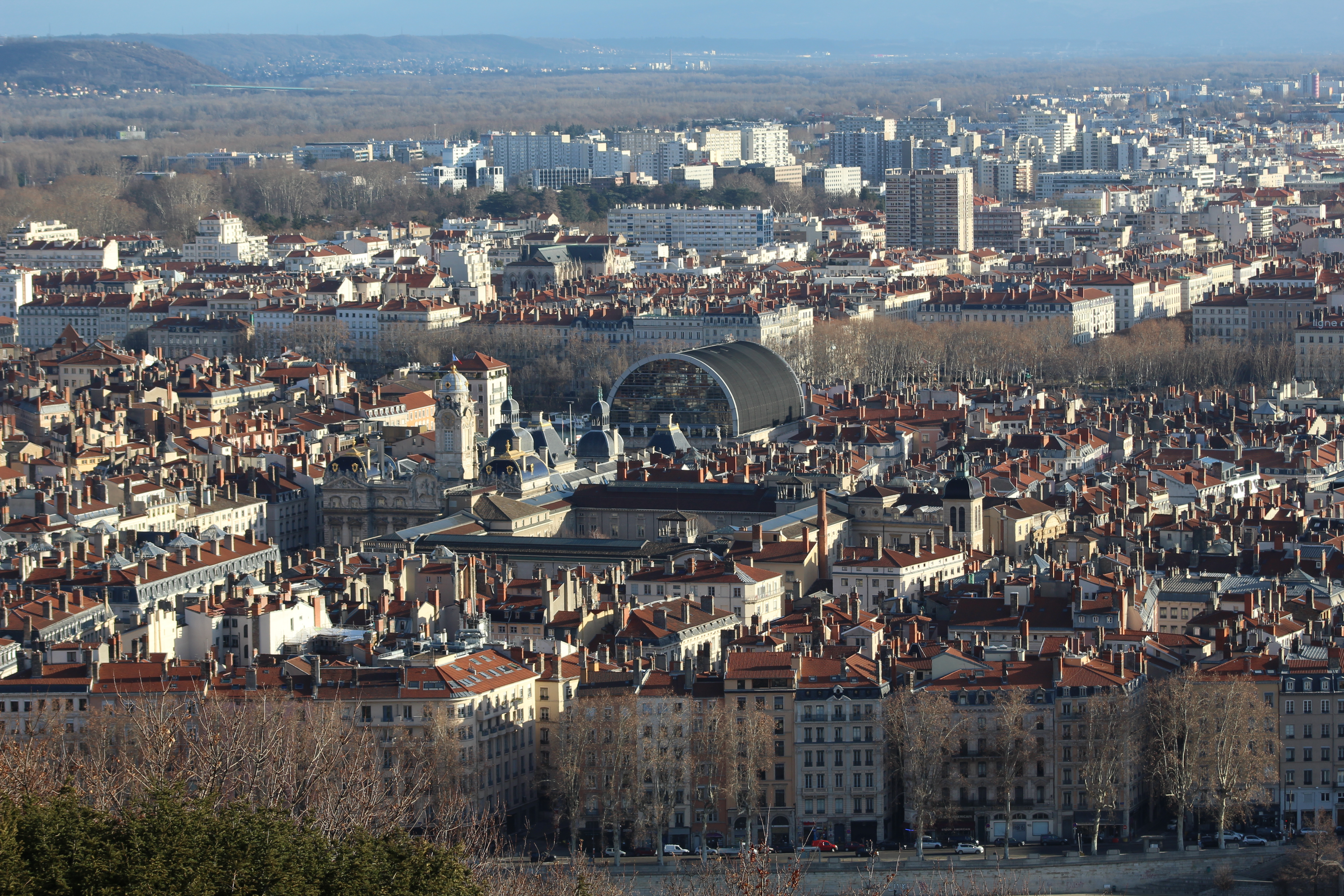
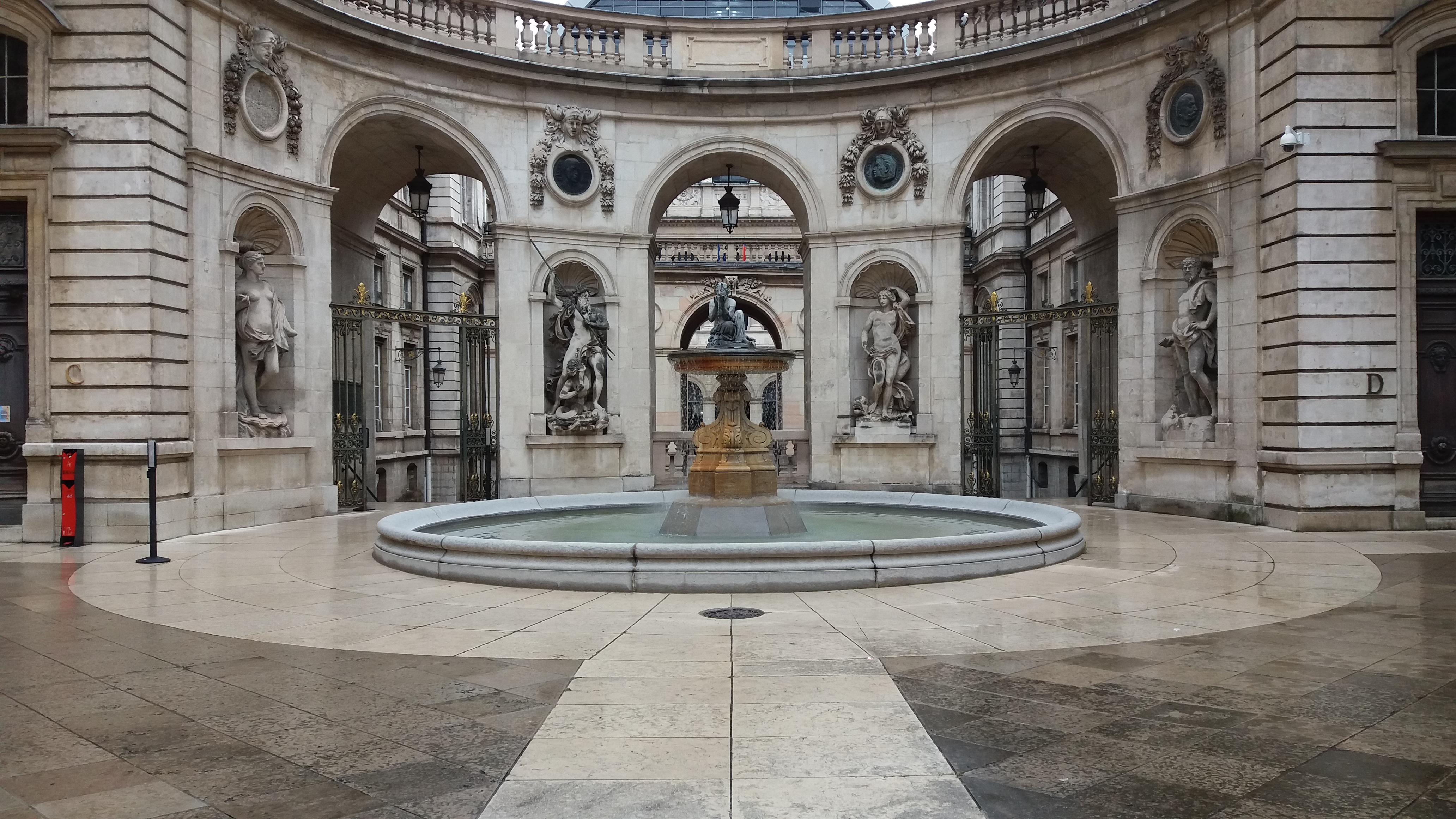
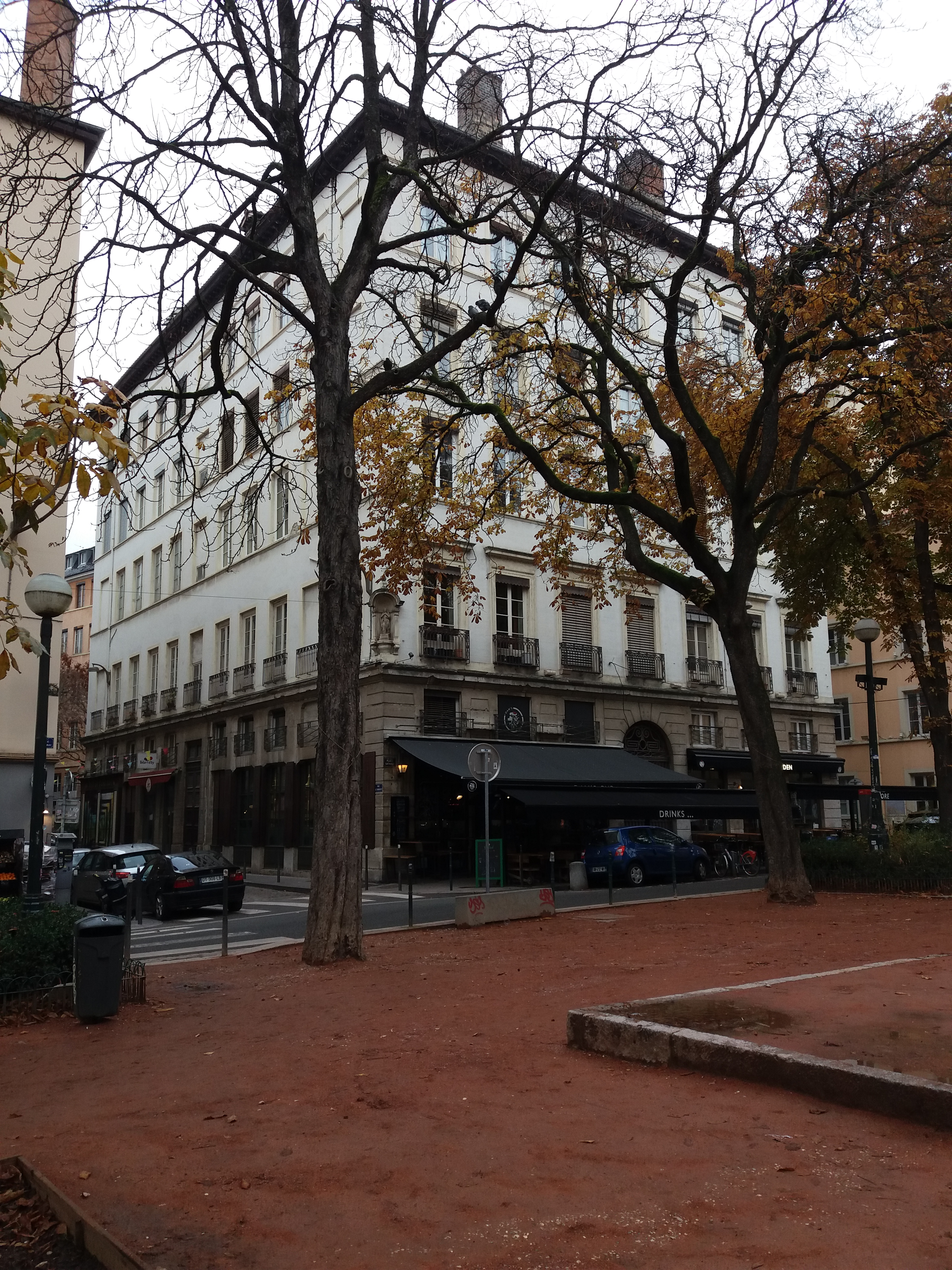

## Géographie
Situé au centre de la Presqu'île, le 1er arrondissement est le plus petit de tous les arrondissements de Lyon avec 151 hectares centrés autour de la place des Terreaux et où se côtoient bars et commerces qui en font l'un des arrondissements les plus vivants de la ville. 
Le 1er arrondissement de Lyon est composé des quartiers du « Haut de la Presqu'île », à savoir les Terreaux, Saint-Nizier et la Martinière-Saint Vincent, ainsi que des quartiers des « Pentes de la Croix-Rousse » dont les Chartreux, Croix-Paquet et Sainte-Catherine.

### Odonymes
Les voies notables sont les places des Terreaux, de la Comédie et Louis-Pradel, la montée de la Grande-Côte, la rue de la République, les quais quais Saint-Vincent et de la Pêcherie.
Les principaux lieux touristiques en sont le musée des Beaux-Arts, l'Opéra rénové par Jean Nouvel, la fresque des Lyonnais, ou encore l'amphithéâtre des Trois Gaules.

### Localisation

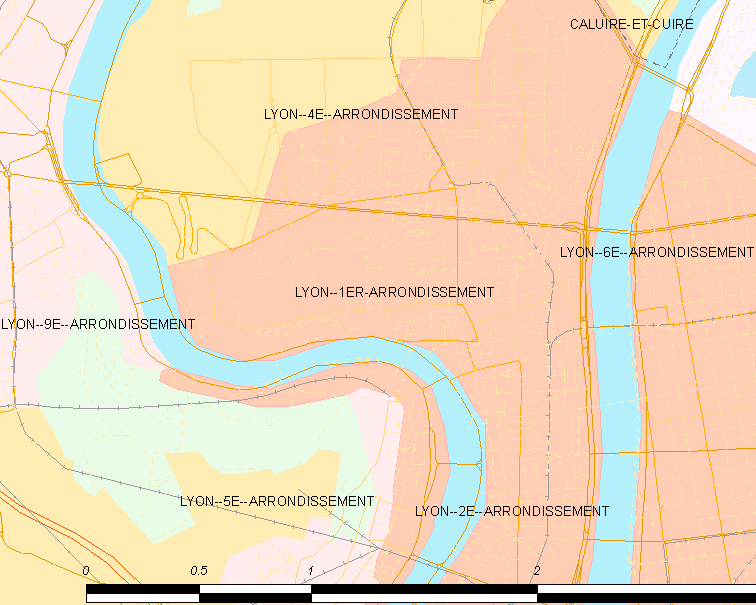
Environnement de l'arrondissement
Détails du 1er arr.
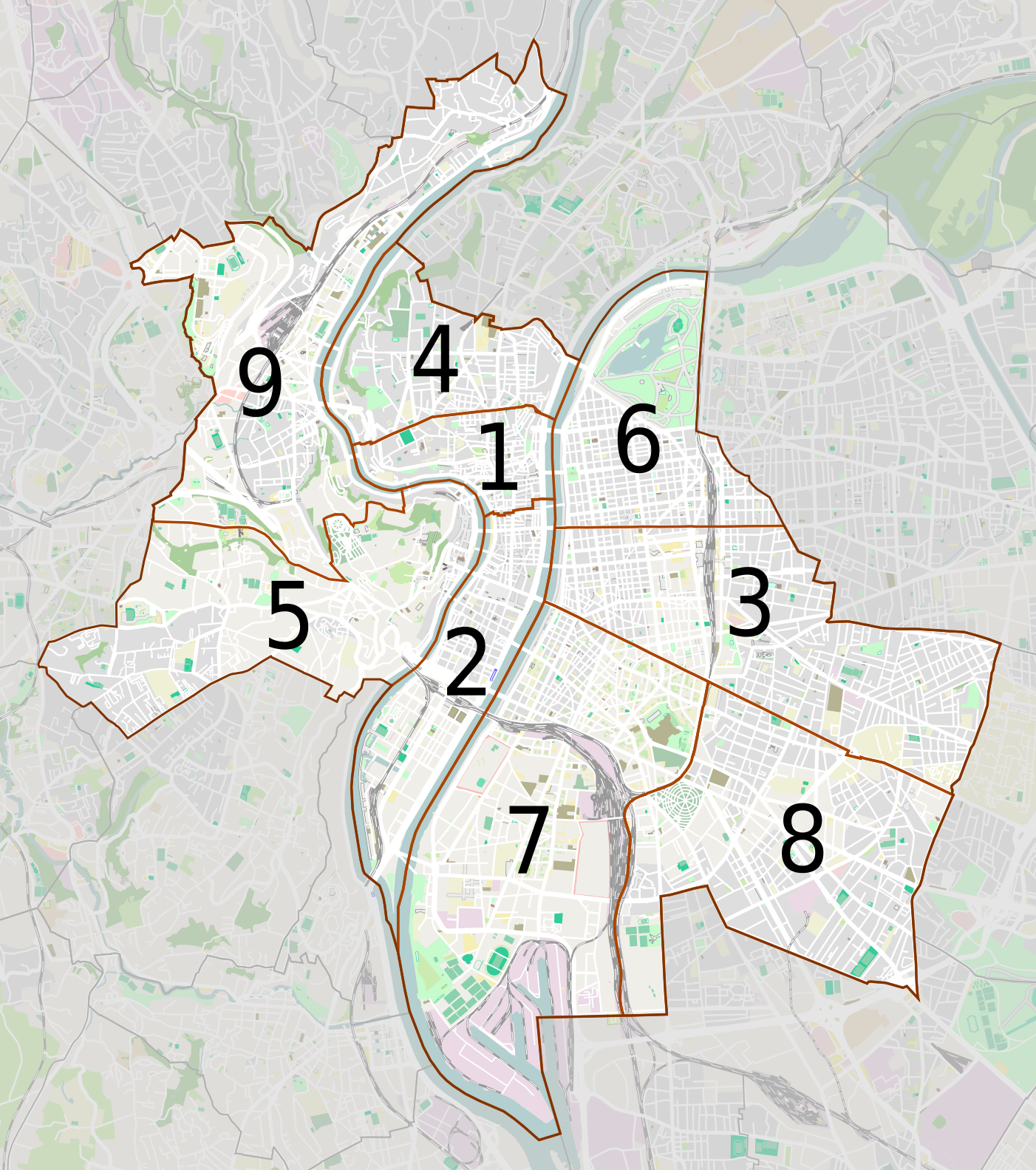
Situation dans Lyon

## Démographie
En 2022, l'arrondissement comptait 29 040 habitants.
| 1968   | 1975   | 1982   | 1990   | 1999   | 2006   | 2011   | 2016   | 2021   |
| ------ | ------ | ------ | ------ | ------ | ------ | ------ | ------ | ------ |
| 41 200 | 31 187 | 25 600 | 26 570 | 26 868 | 28 210 | 28 932 | 29 575 | 29 016 |

| 2022   | - | - | - | - | - | - | - | - |
| ------ | - | - | - | - | - | - | - | - |
| 29 040 | - | - | - | - | - | - | - | - |

La densité s'élève à 19 231,8 habitants/km2 en 2022.

## Politique et administration

### Liste des maires
| Période      | Période      | Identité                            | Étiquette | Étiquette        | Qualité |
| ------------ | ------------ | ----------------------------------- | --------- | ---------------- | --- |
| mars 1983    | mars 1989    | Marie-Françoise Frobert (1947-2015) |           | RPR              | Agent immobilier Conseillère générale de Lyon-III (1982 → 1994) |
| mars 1989    | juin 1995    | Roland Chandelon (1946- )           |           | RPR puis DVD     | |
| juin 1995    | mars 2001    | Gilles Buna (1951-2024 )            |           | LV (app.PS)      | Enseignant auprès d'enfants handicapés, adjoint au maire Conseiller général de Lyon-III puis Lyon-II (1996 → 2014)                                                       |
| mars 2001    | juillet 2020 | Nathalie Perrin-Gilbert (1971- )    |           | PS puis GRAM-LFI | Adjointe au maire (2020 → 2024) Conseillère de la COURLY (1995 → 2015) Conseillère métropolitaine de Lyon (2015 → ) Suppléante du député Pierre-Alain Muet (2007 → 2012) |
| juillet 2020 | En cours     | Yasmine Bouagga (1982- )            |           | EELV             | Sociologue, chargée de recherche au CNRS, suppléante du député Boris Tavernier Conseillère métropolitaine de Lyon (2020 → )                                              |

À la suite des élections municipales de 2020, la mairie d'arrondissement est dirigée par Yasmine Bouagga, membre d'EELV. Elle succède ainsi à Nathalie Perrin-Gilbert, maire depuis 2001. L’arrondissement est un bastion de la gauche lyonnaise.

### Tendances politiques et résultats

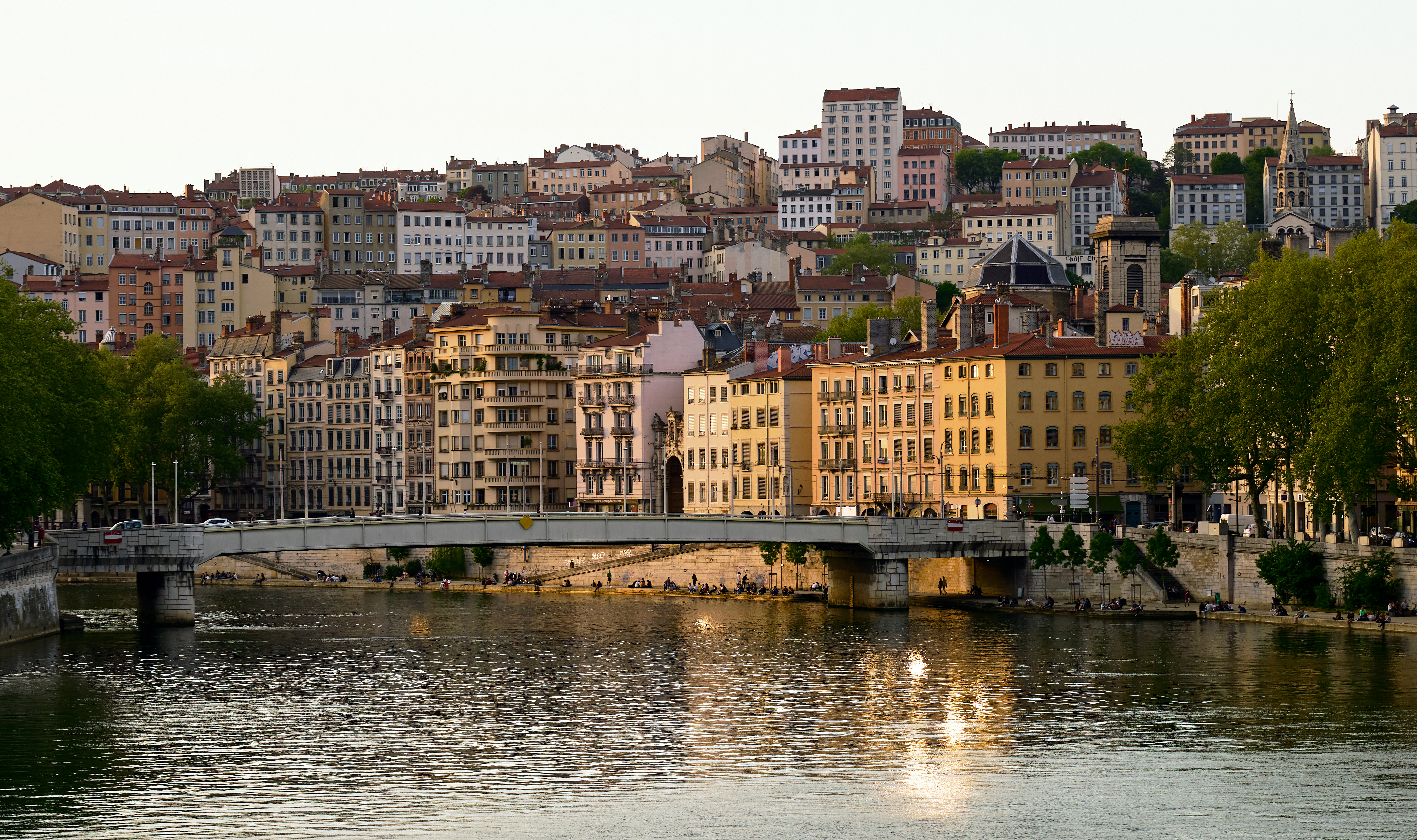
Les quais de la Saône.

Élection municipale de 2020
|                                                                                  |                          |                                |                                |                  |                          |                          |                                           |             |             |        |        |
| Tête de liste                                                                    | Tête de liste            | Liste                          | Premier tour                   | Premier tour     | Tête de liste            | Tête de liste            | Liste                                     | Second tour | Second tour | Sièges | Sièges |
| Tête de liste                                                                    | Tête de liste            | Liste                          | Voix                           | %                | Tête de liste            | Tête de liste            | Liste                                     | Voix        | %           | CA     | CM     |
|                                                                                  | Sylvain Godinot          | EÉLV                           | 2 489                          | 31,86            |                          | Sylvain Godinot          | EÉLV GRAM-LFI-GRS-E!-MRC PS-PCF-G.s-PP-ND | 5 622       | 100         | 14     | 4      |
| Maintenant Lyon pour tous Les écologistes avec Grégory Doucet                    |                          |                                | 2 489                          | 31,86            |                          | Sylvain Godinot          | EÉLV GRAM-LFI-GRS-E!-MRC PS-PCF-G.s-PP-ND | 5 622       | 100         | 14     | 4      |
|                                                                                  | Nathalie Perrin-Gilbert  | GRAM-LFI-GRS-E!-MRC            | 2 114                          | 27,06            |                          | Sylvain Godinot          | EÉLV GRAM-LFI-GRS-E!-MRC PS-PCF-G.s-PP-ND | 5 622       | 100         | 14     | 4      |
| Lyon en commun                                                                   | Lyon en commun           | Ensemble, l'écologie pour Lyon | Ensemble, l'écologie pour Lyon | 27,06            |                          |                          |                                           | 5 622       | 100         | 14     | 4      |
|                                                                                  | André Gachet             | Ensemble, l'écologie pour Lyon | Ensemble, l'écologie pour Lyon | PS-PCF-G.s-PP-ND | 621                      | 7,95                     |                                           | 5 622       | 100         | 14     | 4      |
| Vivons vraiment Lyon – La gauche unie                                            |                          | Ensemble, l'écologie pour Lyon | Ensemble, l'écologie pour Lyon |                  | 621                      | 7,95                     |                                           | 5 622       | 100         | 14     | 4      |
|                                                                                  | Myriam Fogel-Jedidi      | LR                             | 760                            | 9,73             |                          |                          |                                           |             |             |        |        |
| Bleu blanc Lyon Étienne Blanc, union de la droite, des Républicains et du centre |                          |                                | 760                            | 9,73             |                          |                          |                                           |             |             |        |        |
|                                                                                  | Marc Lavoye              | LREM-MoDem                     | 673                            | 8,61             |                          |                          |                                           |             |             |        |        |
| Un temps d'avance avec Yann Cucherat                                             |                          |                                | 673                            | 8,61             |                          |                          |                                           |             |             |        |        |
|                                                                                  | Catherine Heranney       | LREM diss.                     | 668                            | 8,55             |                          |                          |                                           |             |             |        |        |
| Respirations avec Georges Képénékian                                             |                          |                                | 668                            | 8,55             |                          |                          |                                           |             |             |        |        |
|                                                                                  | Jean Perrot              | RN-PCD                         | 208                            | 2,66             |                          |                          |                                           |             |             |        |        |
| Pour l'amour de Lyon                                                             |                          |                                | 208                            | 2,66             |                          |                          |                                           |             |             |        |        |
|                                                                                  | Elisa Chevalier          | LC                             | 145                            | 1,85             |                          |                          |                                           |             |             |        |        |
| Positivons Lyon avec Les Centristes 100 % citoyens                               |                          |                                | 145                            | 1,85             |                          |                          |                                           |             |             |        |        |
|                                                                                  | Bruno Dalmais            | DVG                            | 75                             | 0,96             |                          |                          |                                           |             |             |        |        |
| Droit de cité                                                                    |                          |                                | 75                             | 0,96             |                          |                          |                                           |             |             |        |        |
|                                                                                  | Chantal Helly            | LO                             | 57                             | 0,72             |                          |                          |                                           |             |             |        |        |
| Lutte ouvrière – Faire entendre le camp des travailleurs                         |                          |                                | 57                             | 0,72             |                          |                          |                                           |             |             |        |        |
|                                                                                  |                          |                                |                                |                  |                          |                          |                                           |             |             |        |        |
| Votes valides                                                                    | Votes valides            | Votes valides                  | 7 810                          | 98,20            | Votes valides            | Votes valides            | Votes valides                             | 5 622       | 80,15       |        |        |
| Votes blancs                                                                     | Votes blancs             | Votes blancs                   | 31                             | 0,39             | Votes blancs             | Votes blancs             | Votes blancs                              | 1 061       | 15,13       |        |        |
| Votes nuls                                                                       | Votes nuls               | Votes nuls                     | 112                            | 1,41             | Votes nuls               | Votes nuls               | Votes nuls                                | 331         | 4,72        |        |        |
| Total                                                                            | Total                    | Total                          | 7 953                          | 100              | Total                    | Total                    | Total                                     | 7 014       | 100         | 14     | 4      |
| Abstention                                                                       | Abstention               | Abstention                     | 9 313                          | 53,94            | Abstention               | Abstention               | Abstention                                | 10 247      | 59,37       |        |        |
| Inscrits / participation                                                         | Inscrits / participation | Inscrits / participation       | 17 266                         | 46,06            | Inscrits / participation | Inscrits / participation | Inscrits / participation                  | 17 261      | 40,63       |        |        |

## Monuments
- L'Hôtel de Ville
- Le Palais St Pierre, qui héberge le Musée des beaux-arts ;

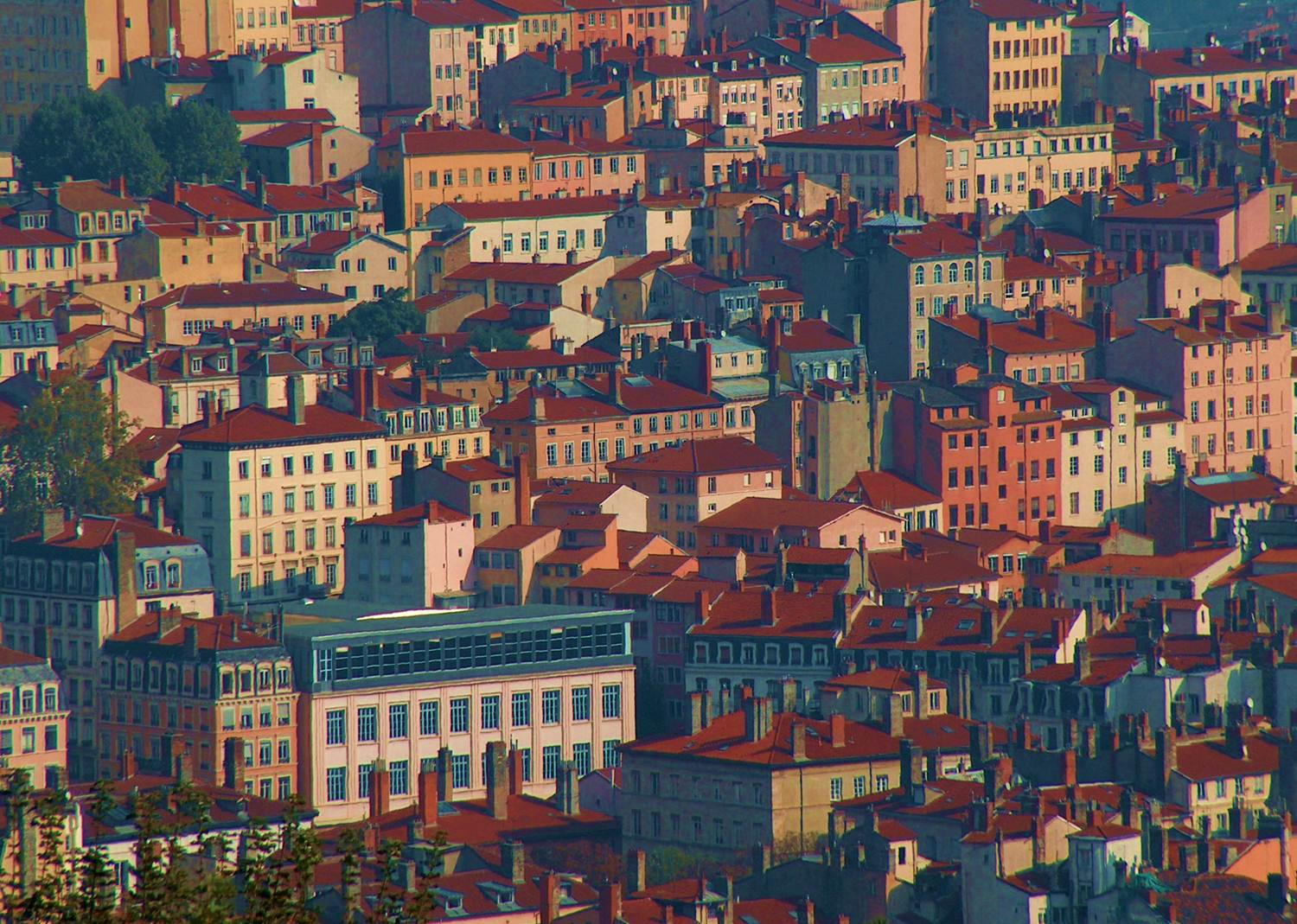
Les pentes de la Croix-Rousse.

- L'Opéra de Lyon.
- Le Patineur de César.
- Amphithéâtre des Trois Gaules
- La Fresque des Lyonnais

## Équipements et services
- Hôtel de ville de Lyon
- Salle Rameau
- Halles de la Martinière

- Mairie du 1er arrondissement place Sathonay
- Établissements d'enseignements
- Maison Ahmadou Kourouma

## Éducation
- Lycée La Martinière-Diderot (public)
- Lycée professionnel Jacques de Flesselles (public)
- Lycée professionnel Diderot (public)
- Collège-Lycée Saint-Louis-Saint-Bruno (privé)
- Lycée Institution des Chartreux (privé)
- Lycée Jean-Baptiste de La Salle (privé)
- Lycée professionnel Japy (privé)
- Lycée professionnel Jamet-Buffereau (privé)
- Collège La Tourette (public)

## Transports
- : Station Hôtel de Ville-Louis Pradel
- : Station Hôtel de Ville-Louis Pradel, Croix-Paquet

## Activités culturelles
- Musée des beaux-arts de Lyon
- Opéra de Lyon
- Le Lavoir public
- De nombreux café-théâtres sont installés sur les pentes de la Croix-Rousse

## Économie

### Revenus de la population et fiscalité
En 2021, le revenu fiscal médian par ménage était de 26 800 €, ce qui plaçait le 1er arrondissement au cinquième rang parmi les neuf arrondissements de Lyon.

## Particularités
- Il est composé d'une population à forte mixité sociale. Les galeries d'art s'y sont développées[6]. Sa gentrification se voit confirmée lors de la création des Quartiers Prioritaires de la Politique de la Ville (QPPV ou QPV). Jusqu'alors, le quartier des pentes était classé en Zone Urbaine Sensible (ZUS)[réf. souhaitée]. Ce nouveau dispositif, défini sur la base unique des faibles revenus des habitants, ne retient pas l'arrondissement dans un de ses périmètres.
- Depuis les années 1970, le quartier a vu le renforcement d'une communauté homosexuelle, principalement autour de l'Opéra et en bas des pentes de la Croix Rousse. L'arrondissement compte encore quelques commerces gays et/ou lesbiens (bars, boîtes de nuit, boutiques, saunas), ainsi que le Centre LGBTI+ (rue des Capucins), qui rassemble plus d'une trentaine d'associations. Lyon a d'ailleurs été classé par le magazine Têtu ville la plus « gayfriendly » de France (hors Paris) en 2009[7] et 2014[8].
- C'est un haut lieu de la vie nocturne lyonnaise. Il regroupe en effet une forte densité de bars et pub, notamment derrière la place des Terreaux, dans le « quartier Sainte-Catherine »[9].